# Döküktaş, Hizan
Döküktaş là một xã thuộc huyện Hizan, tỉnh Bitlis, Thổ Nhĩ Kỳ. Dân số thời điểm năm 2011 là 1.332 người.